# Dysepicritus
Dysepicritus is een geslacht van wantsen uit de familie bloemwantsen (Anthocoridae). Het geslacht werd voor het eerst wetenschappelijk beschreven door Odo Reuter in 1884.

## Soorten
Het genus bevat de volgende soorten:

- Dysepicritus rufescens (A. Costa, 1847)